# عبور الزهرة

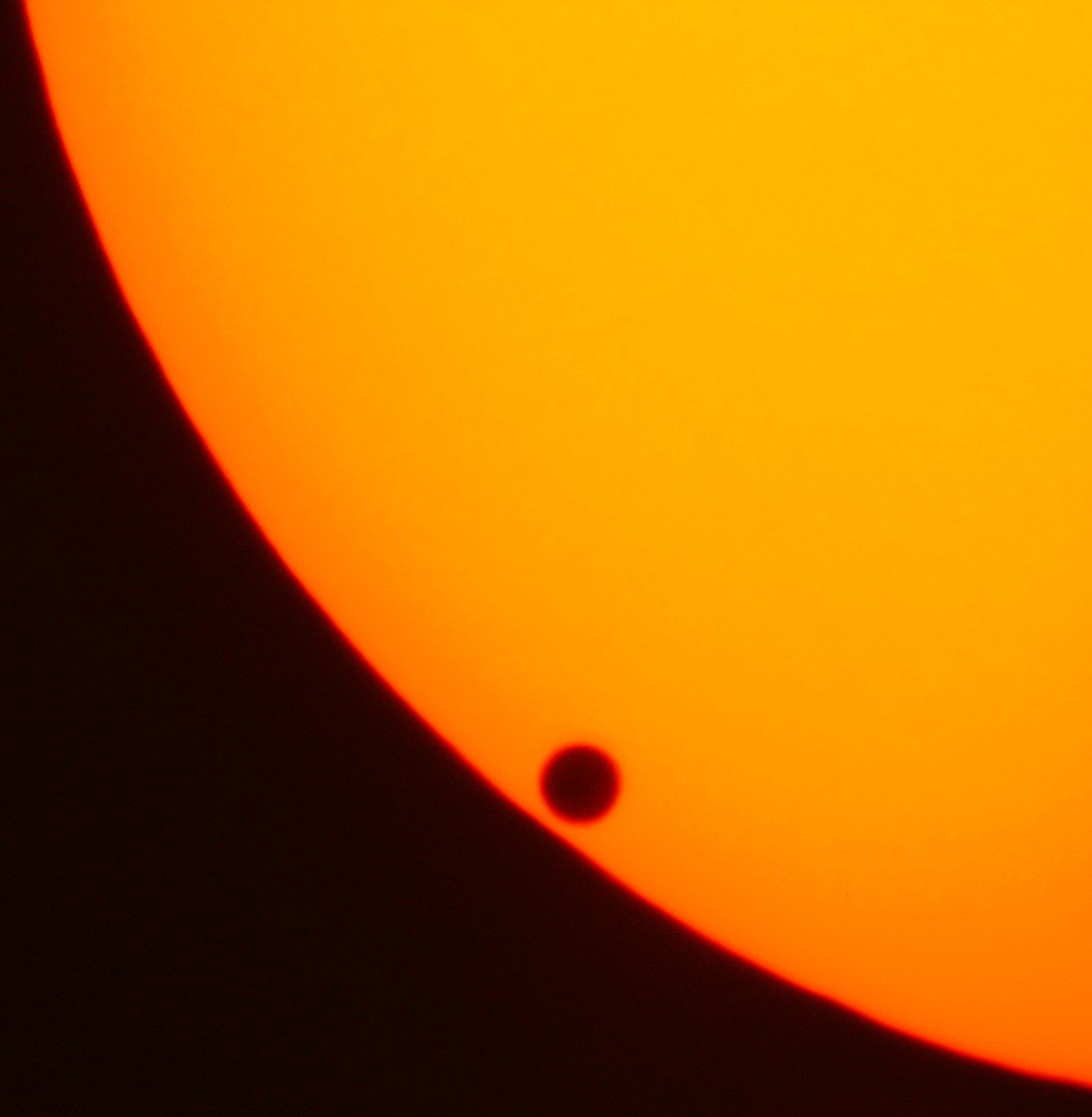
عبور كوكب الزهرة بين الأرض والشمس.

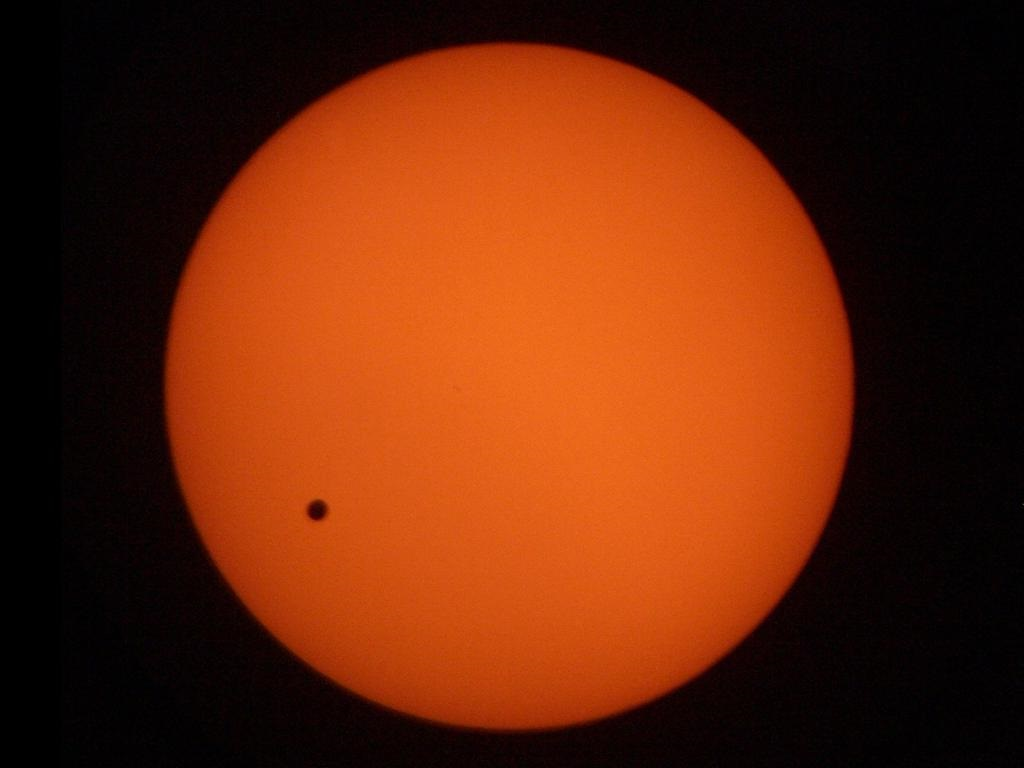
عبور الزهرة في سنة 2004، مُصَوَّر من مدينة هونغ كونغ الصينية.

عبور الزهرة هي الظاهرة الفلكية التي يُسَبِّبُها مرور كوكب الزهرة بين الشمس والأرض، فيبدو كنقطة سوداءٍ صغيرةٍ عابرةً قُرصَ الشمس. يُقَاسُ هذا العبور وأمثاله عادةً بالسَّاعات، وقد بلَغَ طول العبور الذي جرى عام 2004م وكذلك عبور سنة 2012م حوالي ستّ ساعات. يُشبِه العبور الكسوف الذي يُسبِّبُه مرور القمر بين الأرض والشمس، ومع أن كوكب الزهرة أكبر من القمر بأربع مرات تقريباً، إلا أنَّ عامل المسافة التي تفصله عن الأرض يجعله يبدو صغيراً للعيان. لقد ساهمت عمليات الرصد التي تابعت عبور الزهرة في حساب المسافة بين الشمس والأرض باستخدام قانون اختلاف المنظر. يحدث كثيراً عبور آخر مشابه لعبور الزهرة هو عبور عطارد، لكنه صعب الرصد لأنّ عطارد أصغر حجماً من الزهرة وأقرب منه إلى الشمس، ومن ثم أبعد عن الأرض.
يُعتَبَر عبورُ الزّهرة أحد أكثر الظَّواهر الفلكيَّة الدَّوريَّة نُدرَة، إذ يتكرَّر في دورة مدَّتها 243 سنة، بزوجٍ من عبورين تفصل بينهما 8 سنوات، ثم زوجٌ آخر بعد 121.5 سنة، يليه آخر بعد 105.5 سنوات. قبل عبور عام 2004 كان آخر زوج عبور وقع هو عبورا عامي 1874 و1882، وبعد أن انقضى عبور عام 2012 سيكون زوج العبور القادم في عامي 2117 و2125م (عبوران تفصل بينهما 8 سنوات)، ثم سَتَمرُّ 121.5 سنة ليحصل زوجٌ جديد وهكذا تتكرَّر الدورة.
كان يوهانس كيبلر أوَّل من تَنَبَّأ بحدوث عبور الزهرة، وتوقَّع أن يكون العبور الأقرب إلى زمنه في عام 1631م، لكن أحداً لم يرصده، ذلك أن توقعات كيبلر لم تكن دقيقةً بما يكفي، فهو لم يعلم أنّ العبور لن يكون مرئياً من معظم أرجاء قارَّة أوروبا.
أُجْرِيَ أوَّل رصدٍ معروفٍ في التَّاريخ لعبورٍ للزهرة قرب مدينة بريستون في إنكلترا على يد الفلكي جيرمي هوروكس من منزله هناك، في 4 ديسمبر 1639م، كما أنَّ صديقه وليام كريباتري رصد العبور نفسه من سالفورد قرب مانشستر في الآن ذاته. وبعد أن استمرَّ هوروكس في رصد السماء معظم النهار من دون جدوى، حالَفَه الحظ حين انقشعت الغيوم قليلاً وكشفت الشمس ليتمكَّن من رصد العبور مدَّة نصفِ ساعةٍ إبان الغروب، لكن لم تُنْشَر نتائج رصده حتى عام 1666، بعد مدة من وفاته.
في العام 1761 توقَّع ميخائيل لومونسوف بناءً على نتائج رصده لعبورٍ ذلك العام، أنَّ لكوكب الزهرة غلافاً جوياً. وفي ذلك الوقت تقدَّم العالم الفلكي إدموند هالي باقتراح فذّ للاستفادة من العبور في حساب بعد الشمس عن الأرض وحجهما. وتمَّ رصد العبور من مختلف مناطق العالم. لكن لم يكن من الممكن تحديد اللحظة التي يُلامِس فيها ظلّ الزّهرة قرصَ الشَّمس أو يغادره، وذلك بسبب تأثير ظاهرة الدمعة السوداء.

## الحدث

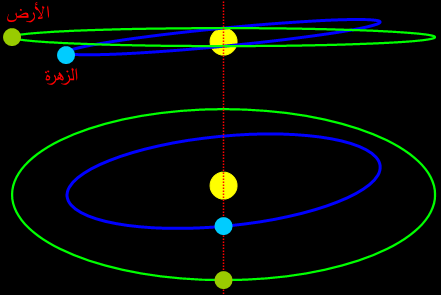
رسم توضيحي يظهر الزاوية بين مداري الزهرة والأرض خلال العبور.

كون مدار كوكب الزهرة منحرفاً بمقدار 3.4ْ عن مدار الأرض فهو عادة ما يمرّ بالقرب من الشمس، مقترناً معها اقتراناً داخلياً (والمقصود بهذا المصطلح هو وقوع الأرض والزهرة والشمس على خط واحد). وأما العبور فيحدث عندما يقترن الزهرة مع الشمس عند العقدة الصاعدة، وهي النقطة التي يتقاطع فيها مدار الزهرة مع مدار الأرض من المنظور الأفقي (بالأحرى، مع سهل النظام الشمسي). وعلى الرغم من أن الفرق بين زاويتي المدارين هو 3.4ْ فحسب، فيمكن أن تبلغ المسافة بين الزهرة والشمس في سماء الأرض 9.6ْ خلال الاقترانات الداخلية. وبما أن قطر الشمس الزاوي يبلغ نصف درجة تقريباً فمن الممكن أن تصل المسافة بين الزهرة والشمس في السماء خلال اقتران عاديّ إلى 18 قطراً شمسياً.

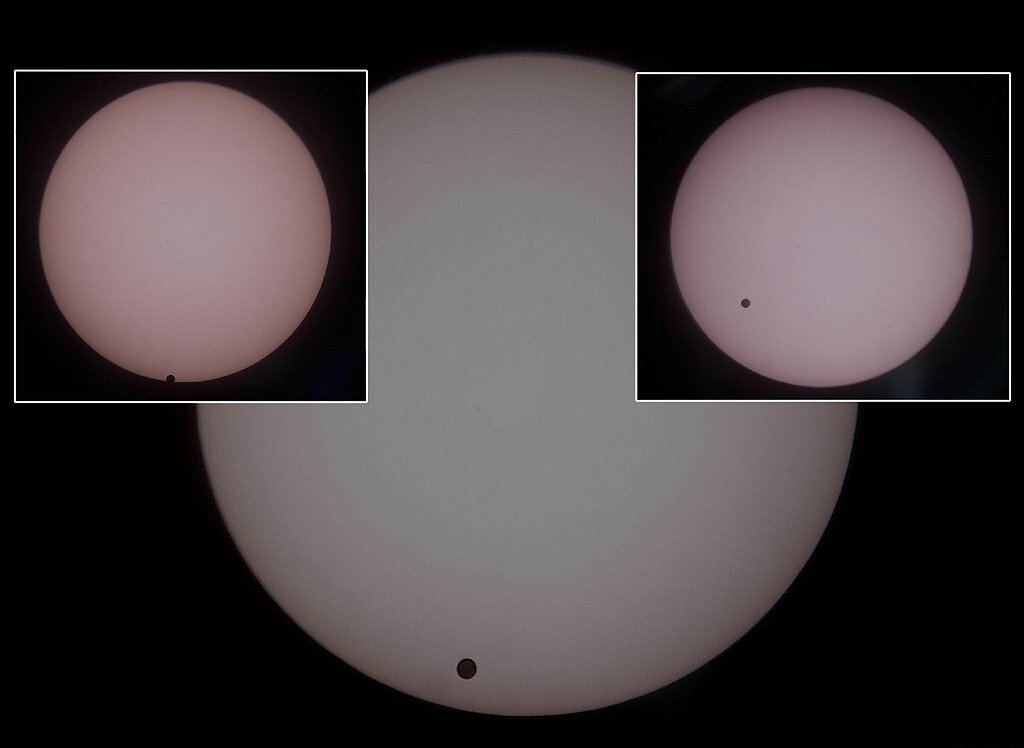
صورة لعبور الزهرة سنة 2004.

يحدث عبور الزهرة في دورات تتكرّر مرة كل 243 سنة، وتتألف من عبورين متتالين تفصل بينهما 8 سنوات فحسب، ثم يتبعهما بعد فاصل زمني مقداره 121.5 سنة زوج آخر من عبورين تفصل بينهما ثمانية سنوات أيضاً، وأخيراً يأتي زوج العبور الثالث بعد فاصل زمني آخر يبلغ 105.5 سنوات، قبل أن تتكرّر دورة الـ243 عاماً مرة أخرى. ويرجع سبب هذا الرقم إلى أن 243 سنة فلكية أرضية (وهي دورة مدتها أطول بقليل من السنة المدارية، إذ تأخذ 365.25636 يوماً) تأخذ 88757.3 يوماً، فيما أن 395 سنة فلكية زهرية (والتي يبلغ طولها 224.701 يوماً أرضياً) تأخذ 88756.9 يوماً أيضاً. وهكذا فإن كوكبي الأرض والزهرة يعودان تقريباً بعد هذه المدة إلى نفس المواقع التي كانا فيها قبل 243 سنة، وهي فترة تعادل 152 دورة مدارية للزهرة.
لكن على الرغم من ذلك فنتيجة للفرق البسيط بين فترتي دورتي الأرض والزهرة فإن نمط السنوات الـ105.5 والـ8 والـ121.5 والـ8 ليس السيناريو الوحيد الممكن خلال دورة الـ243 سنة. فعلى سبيل المثال، كان نمط دورة العبور قبل سنة 1518م هو 8 سنوات ثم 113.5 ثم 8 سنوات يتبعها فاصل 121.5 سنة (أي أن فاصل الـ105.5 سنوات تغير إلى 113.5)، كما أن فاصل السنوات الثمانية بين كل عبورين في زوج واحد يبلغ 121.5 سنة قبل عام 546م. بالنسبة لنمط العبور الحالي فهو سيستمرّ ثمانية قرون أخرى حتى عام 2846، عندما يحلّ محله نمط جديد من 105.5 سنوات فـ129.5 فـ8. وعموماً تظل دورة الـ243 سنة مستقرة نسبياً ككل، لكن عدد مرات العبور خلالها والفواصل الزمنية بينها تختلف مع الوقت.

## الرصد

### قديمًا

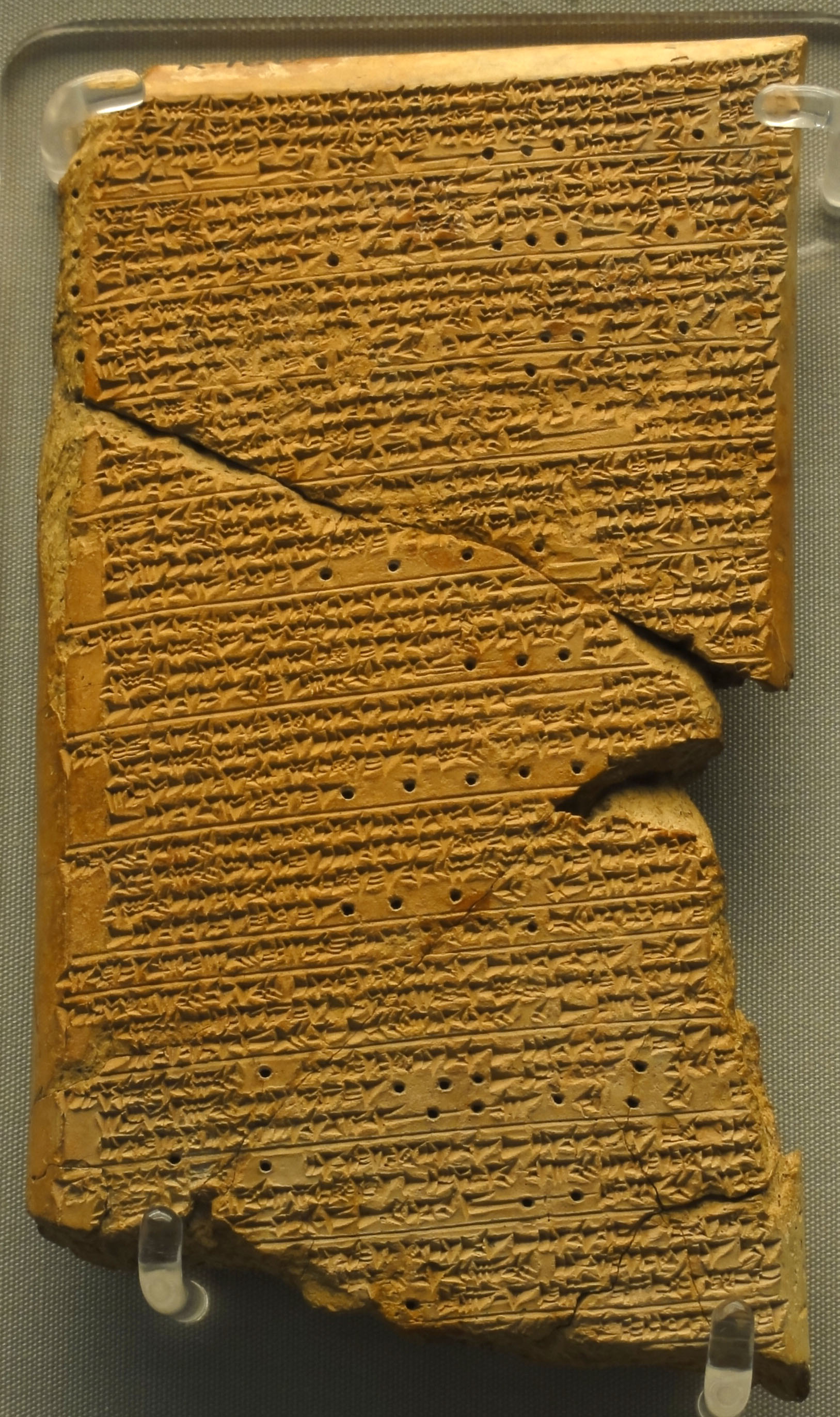
«لوح الملك آمي سادوقا لكوكب الزهرة»: لوح كتابة مسمارية طيني قديم يحوي تنبؤات تنجيمية تعود إلى عهد الإمبراطورية الآشورية الحديثة، معروض بمكتبة آشوربانيبال.

رصد الفلكيون المصريون والبابليون والهنود والإغريق والصينيون القدماء كوكب الزهرة وسجّلوا حركاته. وقد ظنّ الفلكيون الإغريق أن ظهور الزهرة أثناء الشروق والغروب كان يُمثل جرمين سماويَّين مختلفين، فأطلقوا على الأول اسم
«هيسبيروس» (باليونانية: Ἓσπερος هِسْبِرُس)‏ نجمة المساء والثاني «فوسفوروس» (باليونانية: Φωσφόρος فوسْفُرُس)‏ نجمة الصباح (ولو أن الفضل يُنسَب إلى فيثاغوروس في إدراك كونهما جرماً واحداً). كما كانت شعوب الأمريكتين القديمة - وخصوصاً المايا - تولي هذا الكوكب اهتماماً كبيراً، وقد أطلقت عليه اسم «نوه إك» (أي «النجم العظيم»). لكن على الرغم من ذلك فما من أدلّة على أن أياً من هذه الأمم عرفت بحدث عبور الزهرة أو رصدته. ومع أن المايا خصوصاً رسموا وخططوا دورة كوكب الزهرة الكاملة ودرسوها بدقة، فلم يعرفوا شيئاً عن عبوره.

### حديثًا

طريقة قياس أوقات عبور الزهرة لحساب تزيح الشمس، ومن ثم المسافة بينها وبين الأرض.

بغض النظر عن ندرة هذا الحدث الكبيرة، فإن السبب الأصلي وراء الاهتمام العلميّ اتجاهه كان في إمكانية استغلاله لقياس المسافة بين الأرض والشمس، ومن ثم حجم النظام الشمسي كله اعتماداً على مبدأ التزيح وقانون كبلر الثالث في الحركة الكوكبية. وقد كانت تتمثّل طريقة هذا القياس في عمل قياسات دقيقة بداية للاختلافات الزمنية البسيطة في أوقات رصد العبور بين نقاط متباعدة على سطح الكرة الأرضية، ومن ثم تستخدم المسافة بين هذه المواقع كحجر أساس لحساب المسافة بين الشمس والزهرة عبر التثليت.
ومع أن الفلكيين كانوا قادرين بحلول القرن السابع عشر على إعطاء قياسات تقريبية للمسافات بين الكواكب والشمس بناءً على المسافة بينها وبين الأرض، فإنهم لم يستطيعوا تحديد هذه المسافات بدقة قاطعة.
كان العالم الفلكي يوهانس كبلر في سنة 1627 أول شخص يتنبأ بعبور لكوكب الزهرة، إذ تنبأ بعبور سنة 1631. غير أن الطريقة التي اتّبعها في إجراء حساباته لم تكن دقيقة كفاية ليدرك أن العبور لم يكن مرئياً في قارة أوروبا، ونتيجة لذلك لم يستطع أحد رصد الحدث.

#### 1639: أول رصد علميّ

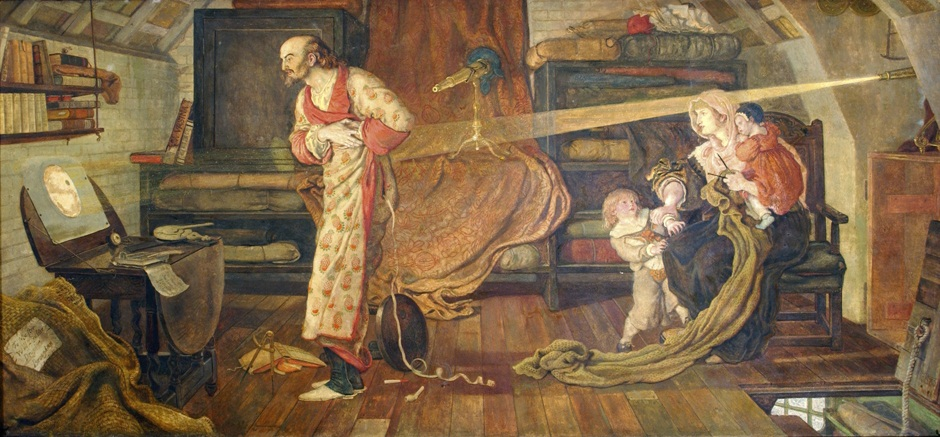
وليام كرابتري - صديق هورّوكس - يرصد عبور الزهرة سنة 1639 من مانشستر، ويعد هذا أول عبور مرصود معروف للزهرة في التاريخ.

أول رصد معروف لعبور لكوكب الزهرة كان في 4 ديسمبر سنة 1639 (24 نوفمبر حسب التقويم اليولياني) على يد الفلكيّ جيريمياه هوروكس، الذي رصده من منزله في قرية متش هول الواقعة قرب مدينة برستون بإنكلترا. كما رصد صديقه وليام كرابتري العبور في الآن ذاته من ضاحية براوتون قرب مدينة مانشستر. وكان كبلر قد تنبأ بعبوري سنتي 1631 و1761، غير أن عبور سنة 1639 فاته. فقام هورّوكس بتصحيح حساباته لمدار الزهرة، وتوصّل إلى أن العبور يحدث في أزواج تفصل بين كل عبورين فيها مدة 8 سنوات، ومن ثم تمكّن من التنبؤ بعبور 1639. وقد تمكن هوروكس من تحديد أن وقت العبور سيبدأ في الساعة الثالثة ظهراً، غير أنه لم يكن متأكداً من التوقيت الدقيق. ولرصد الحدث استخدم تلسكوباً بسيطاً وجَّهه نحو الشمس، ثم وضع تحت عينيّته ورقة، بحيث تسقط عليها صورة الشمس («الرصد بالإسقاط»)، مما يمكنه من رؤيتها بسهولة ودون تعريض عينيه للخطر. وقد تمكّن أخيراً بعد أن قضى اليوم كله في الرصد من رؤية العبور عندما انقشعت السحب قليلاً في الساعة 3:15 ظهراً، أي قبل الغروب بنصف ساعة فحسب. وقد مكَّنَ هذا الرصد هوروكس من إعطاء تخمين جيد لحجم كوكب الزهرة، بالإضافة إلى تقدير المسافة بين الأرض والشمس، التي توصَّل إلى أنها حوالي 95.6 مليون كيلومتر (0.639 و.ف)، أي ما يعادل ثلثي المسافة الحقيقية تقريباً التي تبلغ 149.6 ميلون كيلومتر، غير أنه كان الرقم الأكثر دقة على الإطلاق آنذاك. لكن على الرغم من ذلك كله فإن نتائج أرصاد هوروكس لم تُنشَر حتى سنة 1661، أي بعد موته بفترة ليست بالقليلة.

#### 1761 و1769

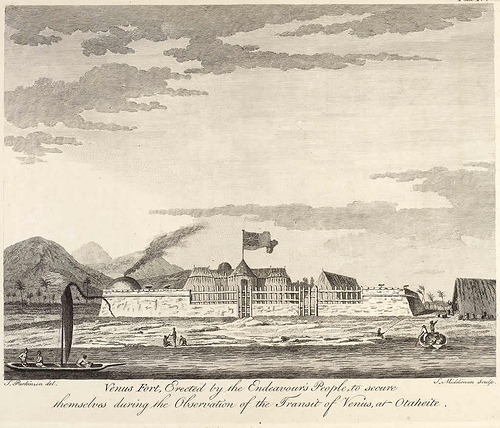
رصد عبور الزهرة سنة 1769 من على جزيرة تاهيتي، خلال بعثة القبطان كوك الأولى هناك.

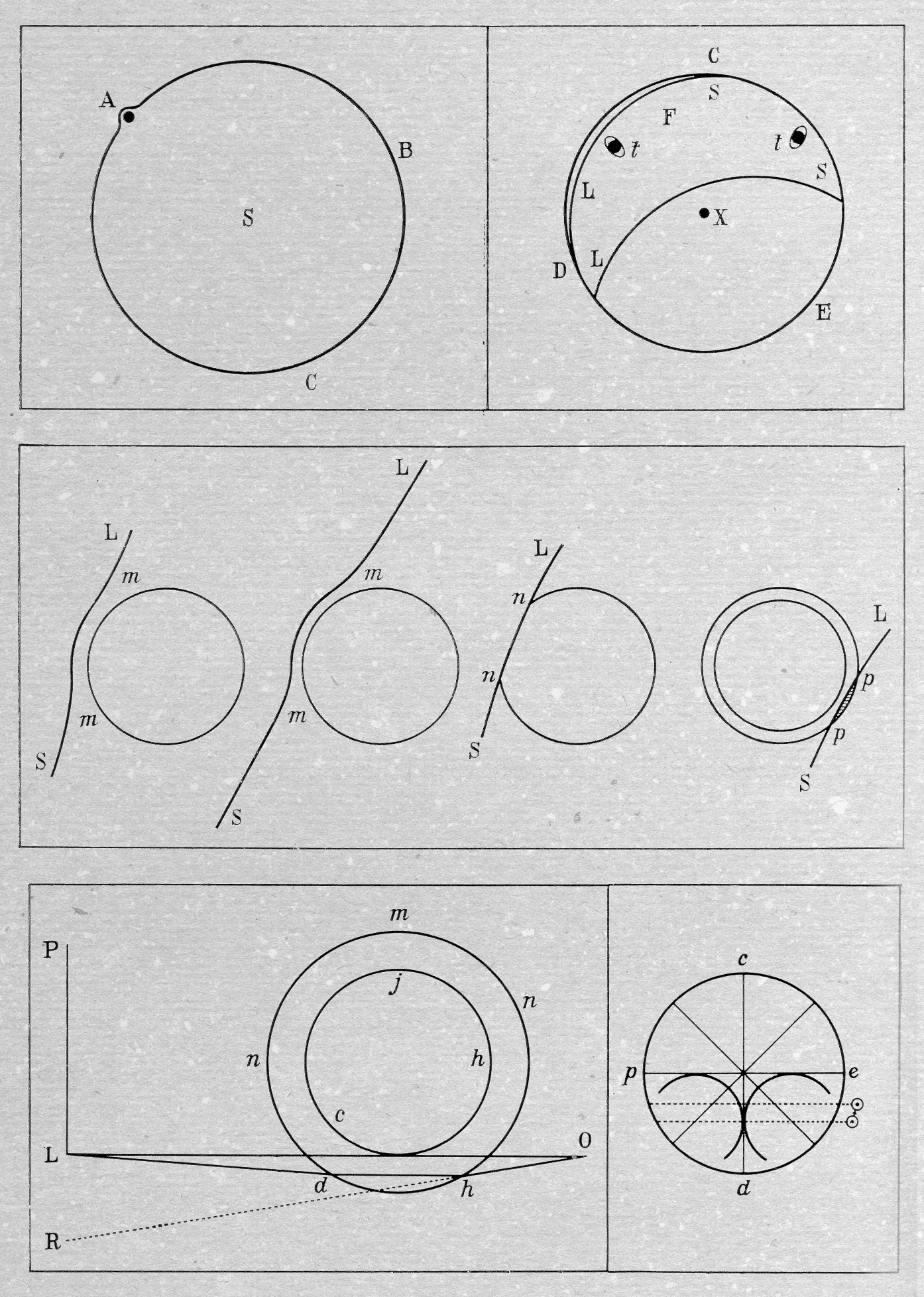
رسوم ميخائيل لومونوسوف التي قادته إلى استنتاج امتلاك كوكب الزهرة غلافاً جوياً.

توقع الرياضياتي السويدي جيمس غريغوري في سنة 1663 بكتابه «Optica Promota» أن رصد عبور لكوكب عطارد من على نقاط متباعدة على سطح الأرض يمكن أن يستخدم لحساب تزيح الشمس، ومن ثمّ بعدها عن كوكب الأرض. وقد رصد الفلكي اليافع إدموند هالي عبوراً لعطارد في سنة 1676 من سانت هيلينا بناءً على ذلك، على أمل أن يستطيع قياس المسافة بين الأرض والشمس، غير أنه أحبطَ عندما علم أنه لم يُجرَ سوى رصد واحد في بقعة أخرى من العالم للعبور غير رصده، ولذلك فلم يرتح للنتيجة التي توصل إليها بخصوص التزيح الشمسيّ (والتي بلغت 45 ثانية قوسية)، إذ اعتقد أنها لم تكن دقيقة نظراً إلى قلة أرصاد العبور التي اعتمد عليها القياس. لكن في سنة 1678 توقّع أنه من الممكن الحصول على قياسات أدقّ في حال اعتُمِدَ على عبور لكوكب الزهرة بدلاً من عطارد، غير أن العبور التالي لم يكن ليأتي قبل سنة 1761. توفيَّ هالي في سنة 1742، لكن عبور سنة 1761 جاء مختلفاً عن سابقيه، إذ أرسلت بعثات عديدة إلى أنحاء مختلفة من العالم لإجراء قياسات وأرصاد دقيقة للعبور، بهدف إجراء الحسابات التي أراد هالي العمل عليها قبل ذلك دون نتيجة، وقد كانت تلك من حالات التعاون العالميّ المبكرة في المجال العلمي. وقد شملت جنسيّات العلماء الذين رصدوا هذا العبور فلكيين بريطانيين ونمساويّين وفرنسيين، ارتحلوا إلى بقاع مختلفة من العالم، منها صربيا والنرويج ومدغشقر. ومعظمهم لم يتمكّنوا من سوى من رصد جزء يسير من العبور، وأما أنجح الأرصاد فقد تمت على يدي الفلكيَّين جيريمياه دكسون وتشارلز ماسون في رأس الرجاء الصالح.
تنبّأ الفلكيّ الروسي ميخائيل لومونوسوف بوجود غلاف الزهرة الجوي منذ أواسط القرن الثامن عشر، بناءً على أرصاده لعبور سنة 1761 من مرقب سانت بطرسبرغ. وقد تمكّن من ذلك بملاحظته انكسار أشعة الشمس بجوار الكوكب أثناء رصده العبور، واستنتج من ذلك أنه لا يمكن سوى لانكسار الأشعة عبر غلاف جوي تفسير ظهور حلقة من الضوء حول جزء من كوكب الزهرة لم يلامس قرص الشمس بعد خلال المرحلة الأولية من العبور.
أما في أيام عبور الزهرة سنة 1769 فقد ارتحل الفلكيّون والعلماء لرصد الحدث من خليج هدسون في كندا وسان جوس دل كابو في المكسيك حتى إسكندنافيا والنرويج، فضلاً عن جزيرة تاهيتي في المحيط الهادئ، عندما رُصدَ الحدث من هناك خلال بعثة القبطان جيمس كوك الأولى، ولا زال يُعرَف الموقع الذي رصد فيه العبور هناك بـ«نقطة الزهرة». وفي روسيا، دعت الإمبراطورة كاترين العظمى الفلكي التشيكي كريستيان ماير لرصد العبور في سانت بطرسبرغ مع الفلكي أندريس يوهان لكسل، كما توزّع ثمانية أعضاء آخرون في الأكاديمية الروسية للعلوم على مواقع أخرى في أنحاء الإمبراطورية الروسية لرصد الحدث. وأما في الولايات المتحدة فقد أقامت الجمعية الفلسفية الأمريكية في فيلادلفيا ثلاثة مراصد مؤقتة وعيّنت لجنة لتنسيق رصد جماعيّ للعبور. وقد دوّنت نتائج الأرصاد الثلاثة في المجلد الأول من مجلة علمية تصدرها الجمعية، نشرت في سنة 1771. لكن لم تنجح جميع المحاولات الرصدية ومع ذلك، فعلى سبيل المثال قضى الفلكي الفرنسي غويملا لي غنتل ثمانية سنوات يرتحل محاولاً رصد العبورين، غير أنه فشل فشلاً ذريعاً، وقد خسر أملاكه نتيجة لذلك بعد أن أعلنَ أنه ميت.

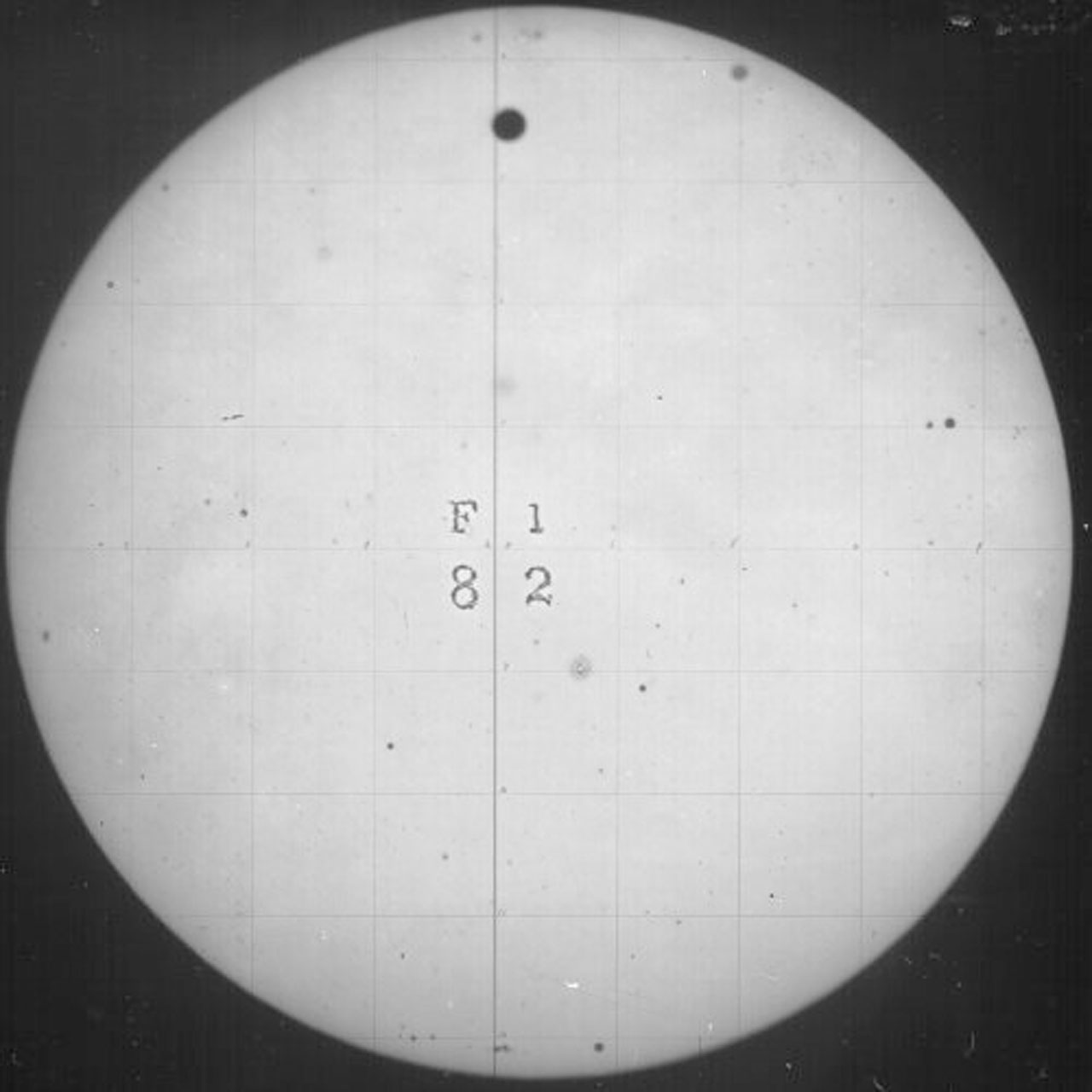
رسم لعبور الزهرة في شهر ديسمبر سنة 1882.

لكن واجهت الفلكيين الذين كانوا يحاولون إجراء القياسات المشكلة، إذ لم يكن من الممكن تحديد التوقيت الدقيق الذي يبدأ وينتهي فيه العبور نتيجة ظاهرة «تأثير الدمعة السوداء». وقد اعتقد طويلاً أن هذا التأثير كان ناجماً عن غلاف الزهرة الجوي السميك، كما أدى ذلك إلى اعتباره أول دليل حقيقيّ على امتلاك الزهرة غلافاً جوياً. غير أن الدراسات الحديثة أثبتت أنه ليس سوى تأثير بصريّ سببه تشويه اضطراب الغلاف الجوي الأرضيّ لصورة كوكب الزهرة في السماء، أو أحياناً أيضاً بسبب رداءة أدوات الرصد.
حسب الفلكي جيروم لالاند في سنة 1771 اعتماداً على معلومات استقاها من عبوري سنتي 1761 و1769 مقدار المسافة بين الأرض والشمس، وحدّده بـ153 مليون كيلومتر. غير أن دقة القياس كانت أقلّ مما تمناه بسبب تأثير الدمعة السوداء، غير أنه يظلّ تقدماً كبيراً عن حسابات هوروكس في القرن السابع عشر.

#### 1874 و1882
مكّنت أرصاد عبوري سنتي 1874 و1882 الفلكيين من عمل قياسات إضافية والحصول على دقة أكبر لحسابات المسافة بين الأرض والشمس. وقد أرسلت عدّة بعثات علمية إلى جزر كيرغولين لرصد عبور سنة 1874 في حينه. جمع الفلكي الأمريكي سيمون نيوكوب في أواخر القرن التاسع عشر معلومات من آخر أربعة أحداث عبور (فيه وفي القرن السابق)، وتوصّل من دراسته لها إلى رقم 149.59 مليون كيلومتر (مع هامش خطأ ±0.31 مليون كيلومتر). لكن بالتقنيات الحديثة اليوم كالقياس عن بعد وإرسال المسابير الفضائية أصبح من الممكن قياس المسافات في النظام الشمسي بهامش خطأ يبلغ حوالي ±30 متراً، ومن ثم فلم تعد هناك حاجة لقياسات التزيح تلك.

#### 2004
كان عبور الزهرة في 8 يونيو سنة 2004 العبور الأول منذ سنة 1882، وأول حدث من هذا النوع في العصر الحديث. ومن الجدير بالذكر أن الحدث تزامن آنذاك مع مرور محطة الفضاء الدولية أربع مرات أمام قرص الشمس خلال ساعاته الستة من 8:15 صباحاً وحتى 2:20 ظهراً، مما سمح للراصدين بمراقبة كلا الحدثين معاً.
 التوقيت 
يستغرق زمن العبور في ذلك اليوم حيث يحدث في الطرف الجنوبي للشمس نحو 7 ساعات .
يوضح الجدول والصورة التاليان 5 أوقات لأحداث مختلفة مختارة (على التوالي : الاتصال الأول والاتصال الثاني (هما نقطتي البداية) ، ونقطة المنتصف ، ثم الاتصال الثالث والاتصال الرابع عند الخروج) أثناء العبور في 8 يونيو 2004 لمراقب افتراضي في مركز الأرض. بسبب اختلاف المنظر ، قد تختلف الأوقات التي يتم ملاحظتها في نقاط مختلفة على الأرض عن الأوقات التالية بما يصل إلى ± 7 دقائق
كان الحدث مرئياً من أنحاء كثيرة من العالم، مثل قارات أفريقيا وآسيا وأوروبا ومعظم أمريكا الشمالية والوطن العربي. وقد شاركت بالرصد بعض المراصد العربية، مثل «المعهد القومي للبحوث الفلكية والجيوفيزيائية» في مصر. وقد جذبَ الحدث الكثير من الهواة والجماهير آنذاك في مختلف أنحاء العالم. وقد عبر الزهرة في سنة 2004 الطرف الجنوبي من الشمس، على عكس سنة 2012 التي سيعبر فيها الطرف الشمالي.
| أوقات (توقيت عالمي منسق) المشاهدة للعبور يوم 8 يونيو 2004 | أوقات (توقيت عالمي منسق) المشاهدة للعبور يوم 8 يونيو 2004 | أوقات (توقيت عالمي منسق) المشاهدة للعبور يوم 8 يونيو 2004 | أوقات (توقيت عالمي منسق) المشاهدة للعبور يوم 8 يونيو 2004 | أوقات (توقيت عالمي منسق) المشاهدة للعبور يوم 8 يونيو 2004 |
| I                                                         | II                                                        | Mid                                                       | III                                                       | IV                                                        |
| --------------------------------------------------------- | --------------------------------------------------------- | --------------------------------------------------------- | --------------------------------------------------------- | --------------------------------------------------------- |
| 05:13:29                                                  | 05:32:55                                                  | 08:19:44                                                  | 11:06:33                                                  | 11:25:59                                                  |
|                                                           |                                                           |                                                           |                                                           |                                                           |

#### 2012
كان موعد عبور الزهرة الأخير في يومي 5 و6 يونيو من سنة 2012، وهو ثاني عبور في هذا القرن، ولن يحدث أي عبور آخر مماثل له حتى سنة 2117. شوهد الحدث في هذه المرة من أغلب أنحاء العالم المأهولة، بما في ذلك كل قارات آسيا وأستراليا وأمريكا الشمالية والغالبية العظمى من أوروبا، غير أنه لم يكن مرئياً في معظم أمريكا الجنوبية (عدى شمالها وشمالها الغربي) وغرب وجنوب أفريقيا، بالإضافة إلى أنه لم يُرَى على الإطلاق في كامل أنتاركتيكا تقريباً. ولكنه كان مرئياً في أغلب أنحاء الوطن العربي، باستثناء المغرب وموريتانيا وأجزاء من الجزائر.

## قائمة أحداث العبور

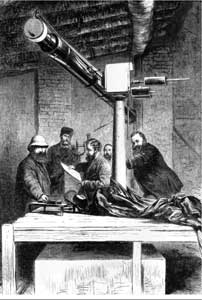
البعثة الألمانية في إيران ترصد عبور سنة 1874 من مدينة أصفهان.

لا يمكن أن يحدث عبور للزهرة في الدورة الحالية سوى في شهري ديسمبر ويونيو، غير أن موعد العبور يختلف بمقدار يومين بين كل دورتي 243 سنة، ولذلك فإن هذين الشهرين سيتغيران خلال بضعة آلاف من السنين. ويحدث العبور عادة في أزواج تفصل بينها 8 سنوات، وتكون تواريخها بالأيام والشهور نفسها تقريباً، وذلك ناجم عن أن ثمانية سنوات أرضية تعادل في طولها تقريباً 13 سنة زهرية، لذلك فإن الكوكبين يعودان بعد هذه الفترة تقريباً إلى نفس المواقع التي كانا فيها قبل ثمانية سنوات. لكن مع ذلك فإن تزامن دورتي السنوات الأرضية والزهرية هاتين ليس دقيقاً كفاية لحدوث عبور ثالث (الزهرة يصل إلى موقعه المداريّ السَّابق قبل الأرض بـ22 ساعة)، فلا يأتي لذلك أكثر من عبورين متتالين في فترة قصيرة كهذه. قليلاً ما يحدث عبور مستقلّ خارج الأزواج المعتادة، وآخر عبور غير زوجيّ للزهرة كان في سنة 1396، وأما القادم فسيكون في سنة 3089.
وفيما يلي قائمة في الألفية الماضية ونصف الألفية القادمة (اضغط هنا لقائمة كاملة من وكالة ناسا لكل أحداث عبور الزهرة بين سنتي 2,000 ق.م و4,000م):
| أحداث عبور الزهرة بالماضي | أحداث عبور الزهرة بالماضي | أحداث عبور الزهرة بالماضي | أحداث عبور الزهرة بالماضي | أحداث عبور الزهرة بالماضي                                                            | أحداث عبور الزهرة بالماضي |
| تاريخ العبور              | التوقيت (ت.ع.م)           | التوقيت (ت.ع.م)           | التوقيت (ت.ع.م)           | ملاحظات                                                                              | المصدر                    |
| تاريخ العبور              | البداية                   | الذروة                    | النهاية                   | ملاحظات                                                                              | المصدر                    |
| ------------------------- | ------------------------- | ------------------------- | ------------------------- | ------------------------------------------------------------------------------------ | ------------------------- |
| 1396 نوفمبر 23            | 15:45                     | 19:27                     | 23:09                     | آخر عبور لم يكن جزءاً من عبوري زوجي.                                                  |                           |
| 1518 مايو 25–26           | 22:46 مايو 25             | 01:56 مايو 26             | 05:07 مايو 26             |                                                                                      |                           |
| 1526 مايو 23              | 16:12                     | 19:35                     | 21:48                     | آخر عبور قبل اختراع التلسكوب.                                                        |                           |
| 1631 ديسمبر 7             | 03:51                     | 05:19                     | 06:47                     | تنبأ به يوهانس كبلر قبل حدوثه.                                                       |                           |
| 1639 ديسمبر 4             | 14:57                     | 18:25                     | 21:54                     | أول عبور مرصود معروف، رصده هورّوكس وكرابتري                                           |                           |
| 1761 يونيو 6              | 02:02                     | 05:19                     | 08:37                     | رصده لومونوسوف وفلكيون آخرون من أنحاء عدة بروسيا.                                    |                           |
| 1769 يونيو 3–4            | 19:15 يونيو 3             | 22:25 يونيو 3             | 01:35 يونيو 4             | القبطان كوك يُبتعث إلى جزيرة تاهيتي لرصد العبور.                                      |                           |
| 1874 ديسمبر 9             | 01:49                     | 04:07                     | 06:26                     | إرسال بعثة إيطالية إلى الهند وأخرى فرنسية إلى نيوزيلندا لرصد الحدث.                  |                           |
| 1882 ديسمبر 6             | 13:57                     | 17:06                     | 20:15                     |                                                                                      |                           |
| 2004 يونيو 8              | 05:13                     | 08:20                     | 11:26                     | اهتمام إعلامي كبير جداً في أنحاء العالم وتنظيم أنشطة رصدية للعامة في الكثير من الدول. |                           |
| 2012 يونيو 5–6            | 22:09 يونيو 5             | 01:29 يونيو 6             | 04:49 يونيو 6             | مرئي في آسيا والوطن العربي وأوروبا وأمريكا الشمالية وأستراليا والمحيط الهادئ.        |                           |

| أحداث عبور الزهرة بالمستقبل | أحداث عبور الزهرة بالمستقبل | أحداث عبور الزهرة بالمستقبل | أحداث عبور الزهرة بالمستقبل | أحداث عبور الزهرة بالمستقبل | أحداث عبور الزهرة بالمستقبل |
| تاريخ العبور                | التوقيت (ت.ع.م)             | التوقيت (ت.ع.م)             | التوقيت (ت.ع.م)             | ملاحظات | المصدر                      |
| تاريخ العبور                | البداية                     | الذروة                      | النهاية                     | ملاحظات | المصدر                      |
| --------------------------- | --------------------------- | --------------------------- | --------------------------- | --- | --------------------------- |
| 2117 ديسمبر 10–11           | 23:58 ديسمبر 10             | 02:48 ديسمبر 11             | 05:38 ديسمبر 11             | مرئي في الوطن العربي وشرق آسيا وأستراليا والهند وأغلب أفريقيا.                                                                                |                             |
| 2125 ديسمبر 8               | 13:15                       | 16:01                       | 18:48                       | مرئي بالكامل في أمريكا الجنوبية وشرق أمريكا الشمالية، وجزئياً في غرب أمريكا الشمالية وأوروبا وأفريقيا.                                         |                             |
| 2247 يونيو 11               | 08:42                       | 11:33                       | 14:25                       | مرئي بالكامل في الوطن العربي وأفريقيا وأوروبا، وجزئياً في شرق آسيا والأمريكيتين.                                                               |                             |
| 2255 يونيو 9                | 01:08                       | 04:38                       | 08:08                       | مرئي بالكامل في شرق وشمال آسيا وغرب أستراليا، وجزئياً في أفريقيا وأوروبا وغرب أمريكا الشمالية.                                                 |                             |
| 2360 ديسمبر 12–13           | 22:32 ديسمبر 12             | 01:44 ديسمبر 13             | 04:56 ديسمبر 13             | مرئي بالكامل في أستراليا وأغلب إندونيسيا، وجزئياً في الوطن العربي وآسيا وأفريقيا وغرب الأمريكيتين.                                             |                             |
| 2368 ديسمبر 10              | 12:29                       | 14:45                       | 17:01                       | مرئي بالكامل في أمريكا الجنوبية وغرب أفريقيا وغرب الوطن العربي وشرق أمريكا الشمالية، وجزئياً في شرق الوطن العربي وأوروبا وغرب أمريكا الشمالية. |                             |
| 2490 يونيو 12               | 11:39                       | 14:17                       | 16:55                       | مرئي بالكامل في أوروبا وغرب الوطن العربي وغرب أفريقيا وأغلب الأمريكيتين، وجزئياً في شرق الوطن العربي وشرق أفريقيا وآسيا.                       |                             |
| 2498 يونيو 10               | 03:48                       | 07:25                       | 11:02                       | مرئي بالكامل في أغلب الوطن العربي وأوروبا وآسيا وشرق أفريقيا، وجزئياً في شرق الأمريكيتين وإندونيسيا وأستراليا.                                 |                             |

## الخواص

### العبور المتزامن

صورة متحرّكة تظهر مسار عبور الزهرة لسنة 2012، وتظهر فيها تلامسات العبور الأربعة.

يحدث أحياناً أن يتزامن عبور لكوكب الزهرة أمام الشمس مع آخر لكوكب عطارد في الآن نفسه، غير أنها ظاهرة نادرة لأقصى الحدود. آخر مرة حدث مثل هذا الأمر كانت في 22 سبتمبر سنة 373,173 ق.م، أي خلال العصر الحجري القديم قبل 400 ألف سنة تقريباً من الآن، ولن يتكرّر مجدداً حتى 26 يوليو سنة 69,163م، ثم الرابع عشر من ديسمبر سنة 224,508م. أما تزامن عبور الزهرة مع كسوف فهو ممكن في عصرنا الحاضر، لكنه يظلّ نادراً جداً، إذ لن يحدث شيء من هذا النوع حتى 5 أبريل سنة 15,232م، وأما آخر مرة تزامن فيها عبور للزهرة مع كسوف فكانت في 1 من نوفمبر سنة 15,607 ق.م. لكن من الجدير بالذكر أن عبور الزهرة في 3 يونيو سنة 1769 تبعه كسوف في اليوم التالي.

### التلامسات
تحدث أربع تلامسات (اتصالات) بين الزهرة والشمس خلال العبور، وهو مصطلح يُطلَق على اللحظة التي تتلامس فيها حافة قرص الزهرة مع حافة قرص الشمس في نقطة ما:
- التلامس الأول: الزهرة خارج قرص الشمس بالكامل، لكن القرصين تلامسا، وبدأ الكوكب بالتحرك عبر الشمس.
- التلامس الثاني: الزهرة داخل قرص الشمس بالكامل، وقد لامست آخر نقطة منه حافة الشمس، وبدأ بالعبور.
- التلامس الثالث: لا زال الزهرة داخل قرص الشمس بالكامل، لكن حافته لامست حافة قرص الشمس، وبدأ بالخروج.
- التلامس الرابع: الزهرة خارج الشمس بالكامل أخيراً، وآخر نقطة منه تلامس طرف قرص الشمس، قبل أن يفقد تلامسه معها تماماً.

## الرصد

### القيمة العلمية
كان يهتم الفلكيون دائماً بحدث عبور الزهرة نظراً إلى إمكانية استغلاله لقياس المسافة بين الأرض والشمس، ومن ثم حجم النظام الشمسي كله اعتماداً على مبدأ التزيح وقانون كبلر الثالث في الحركة الكوكبية. وقد كانت تتمثّل طريقة هذا القياس في عمل قياسات دقيقة بداية للاختلافات الزمنية البسيطة في أوقات رصد العبور بين نقاط متباعدة على سطح الكرة الأرضية، ومن ثم تستخدم المسافة بين هذه المواقع كحجر أساس لحساب المسافة بين الشمس والزهرة عبر التثليت. لكن بالتقنيات الحديثة اليوم كالقياس عن بعد وإرسال المسابير الفضائية أصبح من الممكن قياس المسافات في النظام الشمسي بهامش خطأ يبلغ حوالي ±30 متراً، ومن ثم فلم تعد هناك حاجة لقياسات التزيح تلك.
أولى العلماء اهتماماً خاصاً لعبور الزهرة سنة 2004، إذ كانت هناك محاولات آنذاك للاستفادة من حجب الزهرة جزءاً من أشعة الشمس أثناء مروره أمامها لاختبار بعض التقنيات التي يودّون استخدامها في البحث عن الكواكب خارج النظام الشمسي. فالطرق الحالية المُستَخدمة في البحث عن الكواكب حول النجوم الأخرى محصورة في حالات معيَّنة، هي الكواكب الضخمة (الشبيهة بالمشتري، لا بالأرض) التي لديها جاذبية قوية كفاية لتحريك النجوم التي تدور حولها، مما يُمكّن الفلكيين من اكتشافها مستخدمين تقنيات تأثير دوبلر والحركة الخاصة لملاحظة تغيرات السرعة الشعاعية، وتنطبق هذه الحالة على الكواكب ذات الكتلة المقاربة للمشتري أو نبتون التي تملك مدارات قريبة جداً من نجومها، وأما العبور فيمكن خلاله كشف مرور أجرام أمام النجوم عبر قياس التغير في قوة ضوء النجم، ويمكن العثور على كواكب أصغر بهذه التقنية. لكن مع ذلك فالأمر يتطلّب قياسات بالغة الدقة، فعلى سبيل المثال لا يحجب الزهرة من ضوء الشمس عند مروره أمامها سوى ما يعادل 0.001 قدر ظاهري تقريباً (علماً أن قدر الشمس الظاهري يتجاوز -20)، وسيكون الأمر مشابهاً أيضاً مع النجوم والكواكب الأخرى.

### إجراءات السلامة

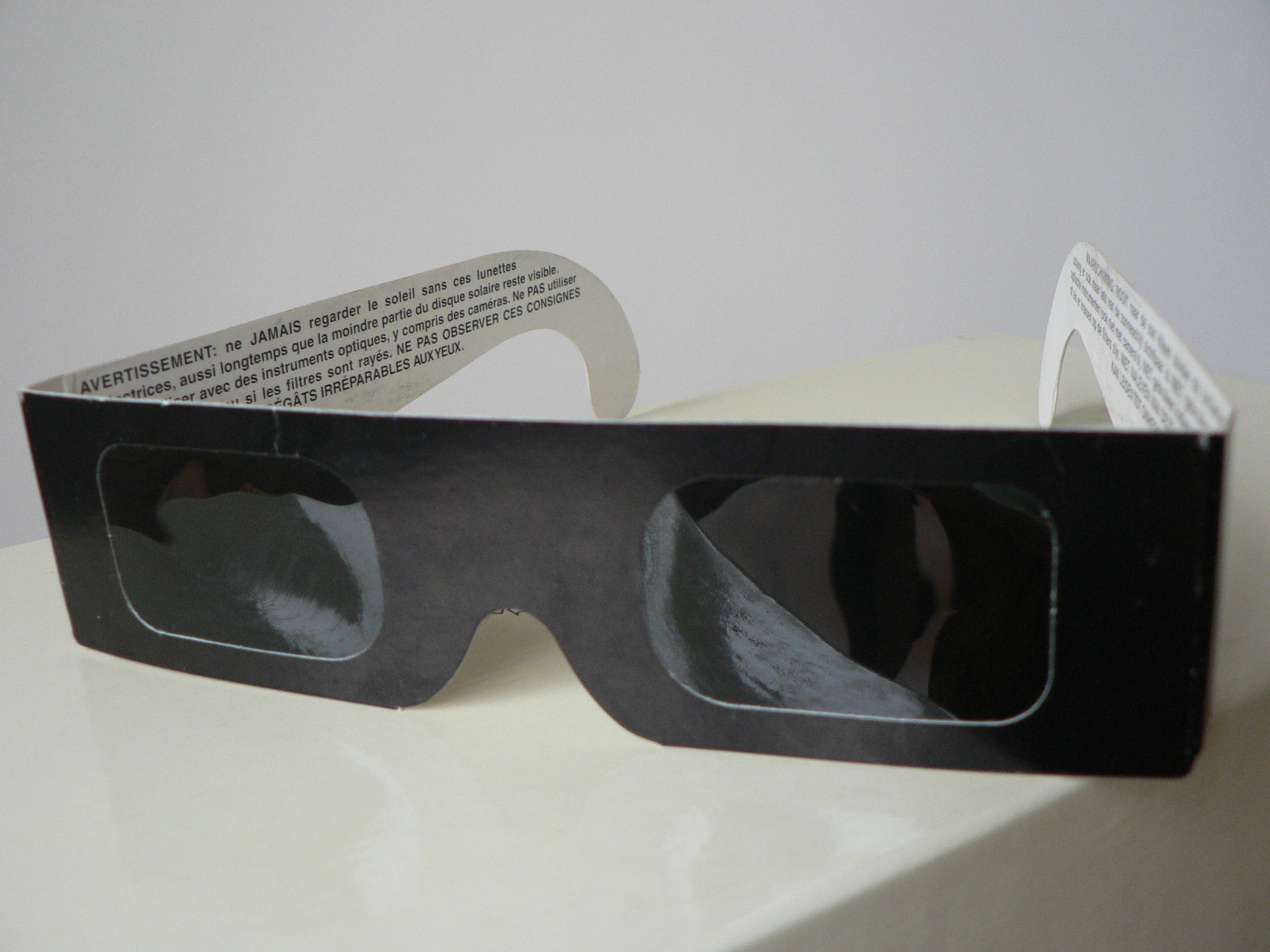
نظارات الكسوف ضرورية لمشاهدة العبور بالعين المجردة.

أكثر طرق مشاهدة عبور الزهرة أماناً هي في إسقاط صورة الشمس على سطح (ورقة، لوح، إلخ..) باستخدام تلسكوب أو منظار، وذلك ببساطة بتوجيه التلسكوب أو المنظار نحو الشمس - دون النظر عبره -، ثم وضع السطح تحت عينيّته (العدسة التي يُنظَر منها خلاله)، لكن يجب ألا يكون السطح عاكساً كثيراً ويفضل أن يكون بلا شوائب لتظهر صورة قرص الشمس بوضوح.
كما يُمكن النظر إلى العبور مباشرة في حال استخدام معدات رصد خاصة، مثل نظارات الكسوف للنظر المباشر إلى الشمس (انتبه إلى أن نظارات الكسوف والنظارات الشمسية ليسا شيئاً واحداً)، أو الفلاتر الشمسية التي يمكن تركيبها على التلسكوب ومراقبة الشمس عبره بأمان (أدوات فلكية خاصة وظيفتها تمرير جزء يسير من ضوء الشمس وحجب 99.99% منه).
لكن نظراً إلى صغر حجم قرص الزهرة الشديد فإن رؤيته لن تكون سهلة مع نظارات الكسوف فقط دون وسيلة تكبير. وأما طريقة استخدام شريط فلم أبيض وأسود التي كان يُنصَح بها بالسابق فإنها لا تُعَد آمنة اليوم، إذ أن أي ثقب صغير في الفلم قد يُمرّر كمية ضارة جداً من الأشعة فوق البنفسجية. أما في حال النظر مباشرة إلى الشمس دون أي وسيلة حماية فقد يكون ذلك كفيلاً بإتلاف شبكية العين، مسبباً إما عمى مؤقتاً أو دائماً.